# Proceso de admisión a las universidades chilenas

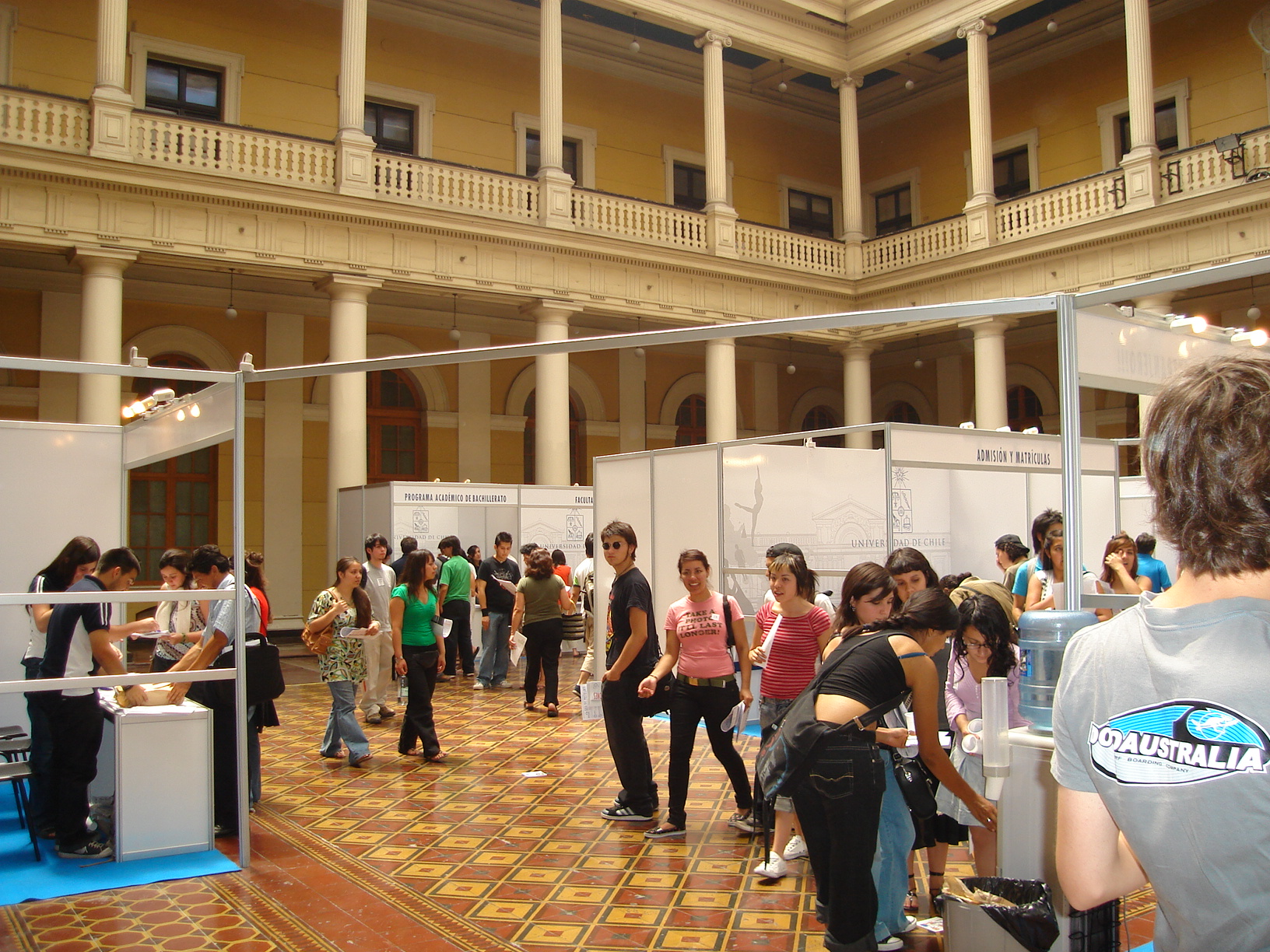
Alumnos que rindieron la PSU en la "Feria del Postulante" en la Casa Central de la Universidad de Chile, el año 2007.

El proceso de admisión a las universidades chilenas es un sistema de selección y admisión a los postulantes a la educación universitaria, aplicado anualmente. Actualmente las instituciones responsables de gestión el proceso son la Subsecretaría de Educación Superior junto con el Departamento de Evaluación, Medición y Registro Educación (DEMRE). El principal instrumento que define las posibilidades de quedar seleccionado en las universidades chilenas es un test estandarizado, que a partir de diciembre de 2022 es la Prueba de Acceso a la Educación Superior, también llamado PAES. Actualmente existen dos sistemas de admisión universitaria: admisión centralizada (también llamado admisión regular), que es el principal y más concurrido mecanismo de admisión, es común para 45 universidades a nivel nacional, y por otro lado está admisión directa (también llamado admisión especial) que corresponde a procesos especiales propios e independientes de cada universidad.
Cabe destacar que hoy en día, el proceso de admisión está relacionado estrechamente con la postulación y asignación de beneficios estudiantiles entregados por el Estado para estudiar en las instituciones de la educación superior chilena.

## Historia
A través de la historia se han sucedido diversos métodos de selección y pruebas, centrales en el proceso de admisión de las universidades chilenas.

### Bachillerato (desde elsigloXIXhasta el Proceso de Admisión 1966)
La admisión a las universidades chilenas tienen su origen en los métodos de admisión de la Universidad de Chile. A partir de 1850 adopta el Bachillerato como método de admisión. En el transcurso de los siglos XIX y XX, el examen de Bachillerato mantuvo una base de materias, salvo pequeñas variaciones como el ingreso y salida del idioma latín. Los aspirantes debían rendir y aprobar exámenes de lengua materna, de una lengua extranjera y de Historia y Geografía de Chile, más aquellas pruebas específicas que correspondieran a la mención que postulaban. El bachillerato perduró como prueba de admisión hasta la aplicación de la Prueba de Aptitud Académica (PAA) en 1967.
Sin embargo, durante la primera presidencia de Carlos Ibáñez del Campo, a causa de sus políticas, se produjo una crisis educacional. Durante su gobierno (1927-1931) se sucedieron cuatro rectores en la Universidad de Chile, y, lo más relevante, se dictaminó que para ingresar a la educación superior el único requisito era el egreso de la enseñanza media. Finalmente volvería a utilizarse el Bachillerato como forma de selección posterior a la salida de Ibáñez del Campo.

### Prueba de Aptitud Académica (desde el Proceso de Admisión 1967 hasta el Proceso de Admisión 2003)
Posterior al Bachillerato, en 1967 se modifica el sistema de admisión de Bachillerato por el de la Prueba de Aptitud Académica, la cual operó hasta el año 2002. Contaba con módulos de preguntas de temas matemáticas, verbal e historia de Chile. Esta prueba medía los conocimientos del contenido curricular hasta segundo medio. Además, había módulos optativos como Química, Física, Matemáticas Específicas y Biología Específica. Estos módulos medían conocimientos específicos de cada materia. Otro aspecto importante en estos tiempos, es que se empezaron a considerar las notas de Enseñanza Media (NEM), por lo que la ponderación final de puntaje para postular incluía las pruebas y el NEM.

### Sistema de Ingreso a la Educación Superior
Se iba a implementar por mandato de la ley 20.129, pensado para llevarse a cabo en 2002, luego para 2003, y después se postergó indefinidamente debido a las críticas que tuvo el sistema, mientras tanto se siguió aplicando la Prueba de Aptitud Académica y fue reemplazada por finalmente la Prueba de Selección Universitaria para el Proceso de Admisión 2004.

### Prueba de Selección Universitaria
Debido a la preponderancia que le asignan los estudiantes a la prueba se tiende a denominar a todo el proceso como "la PSU", sin embargo, las autoridades tanto del Ministerio de Educación como de las universidades, distinguen la rendición de dicho test estandarizado, del sistema de selección y admisión, llamado Proceso de Admisión a las Universidades Chilenas o simplemente "Proceso de Admisión", que en su inicio era exclusivo de las entonces veinticinco universidades pertenecientes al Consejo de Rectores de las Universidades Chilenas (CRUCH) —conocidas como «universidades tradicionales»— en aquel entonces (ordenadas según su fecha de incorporación):
| - Universidad de Chile - Pontificia Universidad Católica de Chile - Universidad de Concepción - Pontificia Universidad Católica de Valparaíso - Universidad Técnica Federico Santa María - Universidad de Santiago de Chile - Universidad Austral de Chile - Universidad Católica del Norte - Universidad de Valparaíso - Universidad Metropolitana de Ciencias de la Educación - Universidad Tecnológica Metropolitana - Universidad de Tarapacá | - Universidad Arturo Prat - Universidad de Antofagasta - Universidad de La Serena - Universidad de Playa Ancha - Universidad de Atacama - Universidad del Bío-Bío - Universidad de La Frontera - Universidad de Los Lagos - Universidad de Magallanes - Universidad de Talca - Universidad Católica del Maule - Universidad Católica de la Santísima Concepción - Universidad Católica de Temuco |

El Proceso de Admisión constaba de cinco etapas: Inscripción a la PSU, aplicación de las pruebas, postulación, selección y matrícula. El proceso se automatizó de gran manera, ya que se empezó a aceptar solamente inscripciones y postulaciones por Internet, y los resultados también se empezaron a informar directamente por ese medio, lo que acortó bastante los plazos de antaño:
- Inscripción: el proceso comienza cuando se abre el plazo para que los aspirantes a la universidad se inscriban a las pruebas que quieren rendir, este primer paso tiene un plazo de al menos un mes. Después de eso, a lo largo del año el DEMRE publica información útil para los postulantes, como la lista de carreras y sus requisitos, los puntajes de entrada (también llamados "puntajes de corte") de los años anteriores a modo de referencia, información sobre el proceso y los siguientes pasos a seguir.
- Aplicación: entre finales de noviembre a principios de diciembre (y excepcionalmente entre finales de diciembre y principios enero) los postulantes deben rendir las pruebas, comenzando con el reconocimiento de salas en dónde lo harán. La rendición de las pruebas en sí, es al día siguiente del reconocimiento de salas.
- Postulación: aproximadamente un mes después de la rendición de las pruebas, el DEMRE publica los puntajes de los postulantes y con éstos podrán postular por vía regular a la universidad. Cabe destacar que existen dos tipos de postulación:
  - Admisión regular: luego de ser publicados los puntajes obtenidos junto con las notas de enseñanza media (NEM) serán usados para una ponderación según los requisitos de cada universidad y cada carrera. El puntaje ponderado obtenido será el que definirá el ingreso a las carreras.
  - Admisión especial: es un proceso que exige otros aspectos además de los puntajes de PSU o el NEM, y es un proceso regido por las reglas específicas de cada universidad y cada carrera, por lo general, es para las carreras como Actuación Teatral, Interpretación Musical, Carreras Universitarias Vespertinas, etc. También hay procesos de admisión especial para las carreras que exigen un puntaje ponderado (PSU y NEM).
- Selección: los postulantes por admisión regular, serán seleccionados según su puntaje ponderado, en una primera ronda de matrículas quienes tengan el puntaje ponderado más alto de cada carrera serán seleccionados descendientemente ordenados por dicho puntaje, hasta ocupar todas las vacantes, quienes no hayan quedado seleccionados estarán en lista de espera, es decir que si alguno de los seleccionado opta por no ocupar su cupo, la lista irá avanzando según el orden descenciente de los puntajes ponderados de los postulantes.
- Matrícula: quienes acepten la carrera y la universidad donde fueron seleccionados, serán contactados por el plantel para llevar a cabo su matrícula, quienes no lo hagan liberarán su vacante para quienes y harán avanzar la lista de espera. Luego los seleccionados de la lista de espera podrán matricularse en otra fecha.

Como la mayoría de los procesos de esta índole y dada la importancia que le dan los alumnos a quedar en la carrera que ellos quieren y en la universidad que desean, lo que le da un sentido de proyección al futuro que no es tan decisivo, el proceso de selección en total causa bastante preocupación y en algunos casos problemas más críticos como estrés durante el proceso o depresión y suicidios al finalizar este si no se han conseguido los resultados esperados.

#### Cambios a partir del Proceso de Admisión 2013
Este proceso corresponde al iniciado a mediados en la inscripción iniciado a mediados de 2012, al cual se anunciaron cambios como:
- Inclusión del Ranking de Notas como un factor más para la selección, sumándose al NEM y a los puntajes de las pruebas. El cálculo del puntaje Ranking se pensó originalmente como un factor que pueda beneficiar a quienes tienen un NEM sobresaliente al momento de terminar la enseñanza media. Posteriormente, tras un masivo de cambio de colegios de los alumnos en cuarto medio para subir su ranking artificialmente, para el Proceso de Admisión 2016 se repensó una nueva forma de Calcular el puntaje para evitar inflación artificial del ranking, ahora este factor estará influido por un valor atractor llamado "Contexto Educativo" y evita la baja y alza brusca del ranking al cambiarse de colegio.
- Creación del Sistema Único de Admisión (SUA) en el que participaban las 25 universidades del Consejo de Rectores existentes a la fecha (las 16 estatales pertenecientes al Consorcio de Universidades del Estado y las 9 no estatales, pertenecientes a la Red de Universidades Públicas no Estatales G9), al que se sumaron 8 universidades privadas (fundadas luego de la reforma educacional de los años 1980), que fueron categorizadas como "Universidades Privadas Adscritas al Sistema de Admisión", El SUA declara utilizar "un sistema de selección de estudiantes de carácter estandarizado, común y simultáneo, cuyo objetivo es medir e identificar a aquellos candidatos con las mayores posibilidades de cumplir exitosamente las tareas exigidas por la educación superior". Originalmente siete universidades invitadas aceptaron, y luego otras tres otras universidades aceptaron, de éstas, la Católica Silva Henríquez finalmente no fue aceptada y la del Mar vio revocado su reconocimiento oficial en 2012, por lo que finalmente cerró sus puertas a nuevos alumnos y no fue incluida. Para proceso 2013 el SUA incluía 31 planteles en total.

| - Universidad Diego Portales, desde el proceso 2013. - Universidad Mayor, desde el proceso 2013. - Universidad Finis Terrae, desde el proceso 2013. - Universidad Andrés Bello, desde el proceso 2013. | - Universidad Adolfo Ibáñez, desde el proceso 2013. - Universidad de Los Andes, desde el proceso 2013. - Universidad del Desarrollo, desde el proceso 2013. - Universidad Alberto Hurtado, desde el proceso 2013. |

#### Otros cambios durante la Reforma Educacional del segundo Gobierno de Michelle Bachelet
En el segundo gobierno de Michelle Bachelet, se gestó una serie de reformas en muchas materias, y en educación superior surgieron varias políticas (la más conocida de ellas es la gratuidad). Sin embargo respecto al proceso de Admisión Universitaria hubo cambios:
- Creación de nuevas Universidades Estatales: en 2015 se crean por ley dos planteles estatales para aquellos sectores sin universidades del CRUCH con su casa central en su respectiva región: para la Región de O'Higgins se crea la Universidad de O´Higgins, mientras que para la Región de Aysén se crea la Universidad de Aysén. Ambas casas de estudio se sumaron de inmediato al CRUCH, y al Sistema Único de Admisión para recibir a sus primeros alumnos, en el proceso de admisión 2017.
- Incorporación de otras universidades al Consejo de Rectores: según el artículo 6 de la ley 21.091 sobre educación superior, las universidades que cumplan ciertas exigencias pueden solicitar incorporarse al CRUCH, y así ocurrió para el proceso de Admisión 2020, donde se unieron la Universidad Alberto Hurtado y la Universidad Diego Portales, al año siguiente (proceso 2021) se incorporó la Universidad de Los Andes. Junto a los nuevos planteles estatales nuevos, para el 2021 y hasta hoy, el CRUCH cuenta con 36 universidades a nivel nacional.
- Inclusión de nuevas universidades al Sistema Único de Admisión: El Sistema Único de Admisión (SUA) para el Proceso de Admisión 2013 tendría a 33 universidades (del CRUCH y Privadas), posteriormente se sumarían los siguientes planteles:
  - Universidad de O'Higgins (estatal fundada recientemente, se sumó en su primer proceso de admisión de alumnos nuevos en 2017).
  - Universidad de Aysén (estatal fundada recientemente, se sumó en su primer proceso de admisión de alumnos nuevos en 2017).
  - Universidad Católica Silva Henríquez (en el proceso 2013 fue rechazada, pero se sumó definitivamente al sistema de admisión en 2017).
  - Universidad Autónoma de Chile (incluida desde el proceso 2018).
  - Universidad San Sebastián (incluida desde el proceso 2018).
  - Universidad Central de Chile (incluida desde el proceso 2018).
  - Universidad Bernardo O'Higgins (incluida desde el proceso 2019).
  - Universidad Academia de Humanismo Cristiano (incluida desde el proceso 2019).

## Sistema de Acceso a la Educación Superior (desde el proceso de Admisión desde 2021)[4]
A partir del proceso de admisión 2021, a raíz de la reforma educacional del gobierno de Michelle Bachelet se crea el Sistema de Acceso a la Educación Superior, una plataforma que incluye al subsistema Técnico - Profesional (46 instituciones actualmente, que incluye centros de formación técnica e institutos profesionales) y al subsistema Universitario (el cual incluye a todas las universidades del SUA, y que fue sumando a más universidades privadas).
La admisión al subsistema Universitario, sigue teniendo las etapas de inscripción, aplicación de las pruebas, postulación, selección y matrícula. El proceso de admisión centralizada (antes llamado admisión regular) sigue seleccionando a los postulantes en orden descendiente de puntaje ponderado (calculado a partir del NEM, Ranking y puntaje en cada prueba) en la lista de postulación (y posterior lista de espera). Mientras que el proceso de admisión directa (antes llamado admisión especial) sigue siendo planteado por la universidad en concreto, con sus propias exigencias y plazos, además de ser el mecanismo menos masivo de admisión.

### Prueba de Transición (Proceso de Admisión 2021 y 2022)
La Prueba de Transición (PDT, pero también llamada PTU) es el examen estandarizado para el nuevo Sistema de Acceso a la Educación Superior en su fase de transición, cuya transición dura dos años, después se aplicará la prueba definitiva, llamada Prueba de Acceso a la Educación Superior (PAES). Las fechas de la PDT históricas son:
- Primera Prueba de Transición PDT, Proceso de Admisión 2021: rendidas en enero de 2021.
- Segunda Prueba de Transición PDT, Proceso de Admisión 2022: rendidas en diciembre de 2021.
- Tercera y última Prueba de Transición (próximamente, primera prueba de invierno), Proceso de Admisión 2023: rendida en julio de 2022.

#### Principales diferencias con la Prueba de selección universitaria (PSU)
- Serán el Ministerio de Educación (MINEDUC) (a través de la Subsecretaría de Educación Superior) junto con el DEMRE las instituciones encargadas de gestionar el examen, se desliga al Consejo de Rectores (CRUCH) de esta función.
- Se habilita un nuevo sitio web para el Sistema de Admisión www.acceso.mineduc.cl Archivado el 6 de abril de 2022 en Wayback Machine. (de la Subsecretaría) como la principal plataforma de postulación, simulación, información para postulantes. El sitio web del DEMRE (de la Universidad de Chile) pasa a tener un rol secundario, pero continúa siendo una importante instancia de información.
- Se suman nuevas herramientas como el comparador de carreras técnicas, simulador oficial de puntajes, buscador de carreras instituciones y símiles más amigables con el postulante.
- Todas las pruebas fueron reducidas en número de preguntas (excepto Ciencias) y se les quitaron varios contenidos, ahora la PDT se enfoca en habilidades.
- Además de las 41 universidades adscritas al sistema único de admisión (SUA), se sumaron nuevas universidades privadas al sistema de admisión:
  - Universidad Gabriela Mistral, incluida a partir del proceso 2021.
  - Universidad Santo Tomás, incluida a partir del proceso 2021.
  - Universidad de Las Américas, incluida a partir del proceso 2022.
  - Universidad Miguel de Cervantes, incluida a partir del proceso 2022 por un año, desde el proceso 2023 no volvió a participar del Sistema de Acceso.
  - Universidad Adventista de Chile, incluida a partir del proceso 2024.

### Prueba de Acceso a la Educación Superior (A partir del proceso de admisión 2023)
Es el nuevo examen que reemplaza definitivamente a la PDT, su primera aplicación fue en diciembre de 2022, y tiene las siguientes características:
- Las pruebas siguen teniendo menos preguntas que la PSU, y están enfocadas en competencias principalmente:
  - Hay dos pruebas obligatorias:
    - Competencia Lectora, que evalúa la comprensión lectora y vocabulario en 65 preguntas en un plazo de 2 horas y 30 minutos.
    - Competencia Matemática 1, que evalúa contenidos y habilidades de matemática presentes en el currículum nacional entre 7° básico y 2° medio en 65 preguntas en un plazo de 2 horas y 20 minutos.

  - Hay tres pruebas electivas:
    - Ciencias, que evalúa contenidos y habilidades de Biología, Física y Química presentes entre 7° básico y 2° medio, de 80 preguntas en un plazo de 2 horas y 40 minutos, distribuidas entre el Módulo Común; que evalúa conocimientos comunes de las tres ciencias. La distribución de las preguntas será distinta si el estudiante proviene de un colegio Humanístico - Científico o Técnico Profesional.
    - Historia y Ciencias Sociales, evalúa contenidos y habilidades de la asignatura de Historia, Geografía y Ciencias Sociales desde 7° básico, y de la asignatura de Educación Ciudadana desde 3° medio en 65 preguntas en un plazo de 2 horas.
    - Competencia Matemática 2, evalúa contenidos y habilidades de matemática de 7° básico a 4° medio en 55 preguntas en un plazo de 2 horas y 20 minutos. Este examen se exige en la mayoría de las carreras de Ingeniería (en el área tecnológica, no de la administración o ciencias ambientales), Ingeniería Civil (y sus especialidades), Licenciatura en Ciencias (como Astronomía, Ciencia de Datos, Estadística, Física, Geociencias, Matemática, etc.) y Pedagogía en Matemática.

  - Es necesario rendir al menos una de las dos primeras pruebas electivas para tener puntaje ponderado.
- Puede rendirse dos veces al año (una en invierno y otra en verano), y los mejores puntajes obtenidos en las pruebas construirán el puntaje ponderado más favorable para el postulante para el proceso de Admisión del año que sigue. Es importante destacar que la prueba de invierno tiene cupos limitados.
- Nueva escala de resultados, desde la PSU, la escala estaba comprendida entre los 150 y 850 puntos, la transformación del NEM y ranking se asimilaban a esa escala de transformación. Ahora la escala está comprendida entre los 100 y 1000 puntos.